# لورن مک فال
لورن مک فال (انگلیسی: Lauren McFall؛ زادهٔ february ۹, ۱۹۸۰ (۴۵ سال)) ورزشکار شنای موزون اهل ایالات متحده آمریکا است.
وی در مسابقات کشوری و بین‌المللی در مجموع برندهٔ ۱ مدال برنز شده‌است.